# Chapelle Sissi
La chapelle Sissi (allemand : Sisi-Kapelle) est une chapelle de style néo-gothique située dans la section de Sievering (de) du district viennois de Döbling, dans le Wienerwald, sur le Pfaffenberg (de), près du Gspöttgraben, à environ 360 m d'altitude.

## Histoire
La chapelle Sissi est construite à l'occasion du mariage de l'impératrice Élisabeth (surnommée en français « Sissi ») et de l'empereur François-Joseph Ier d'Autriche le 24 avril 1854 à Vienne. 
Johann Carl Freiherr von Sothen charge l'architecte Johan A. Garben de concevoir la chapelle et de la construire à Am Himmel, une zone de loisirs populaire entre la zone de Sievering (district de Döbling) et le Wienerwald (litt. « bois de Vienne »). La chapelle est destinée à servir à la fois de mémorial à l'événement historique et de lieu de sépulture pour Freiherr von Sothen et sa femme Franziska. La chapelle est érigée entre 1854 et 1856 selon les plans de Garben par le bâtisseur de la ville, Josef Kastan. La chapelle est consacrée aux saints patrons du couple impérial le 31 juillet 1856, sainte Élisabeth, saint François d'Assise et saint Joseph.